# Текуница
Текуница (лат. Spermophilus citellus) је врста глодара (Rodentia) из породице веверица (Sciuridae). Текуница и пегава текуница (Spermophilus suslicus) су једине две врсте из рода текуница (Spermophilus) које насељавају Европу.

## Опис
Одрасла текуница достиже величину од 20 до 23 cm и тежину од 240 до 340 g. Тело текунице је витко, а реп кратак. Крзно је густо и светлосмеђе боје, док је длака кратка. Очи су велике, тамне и постављене високо на глави, уши су заобљене и скривене у крзну. Удови су снажни, а канџе оштре. Мужјаци су нешто већи од женки.

## Распрострањеност и станиште
Текуница је ендемит средње и Југоисточне Европе. Станишта врсте се налазе на надморској висини до 800 m. Локално је изумрла у Немачкој и Пољској, али је успешно реинтродукована у дивљину Пољске 2005.